# Petnica (Valjevo)
Pour les articles homonymes, voir Petnica.
Petnica (en serbe cyrillique : Петница) est un village de Serbie situé sur le territoire de la Ville de Valjevo, district de Kolubara. Au recensement de 2011, il comptait 685 habitants.
Petnica est célèbre pour une grotte, située à proximité. Le village possède aussi un important centre scientifique.

## Centre scientifique de Petnica

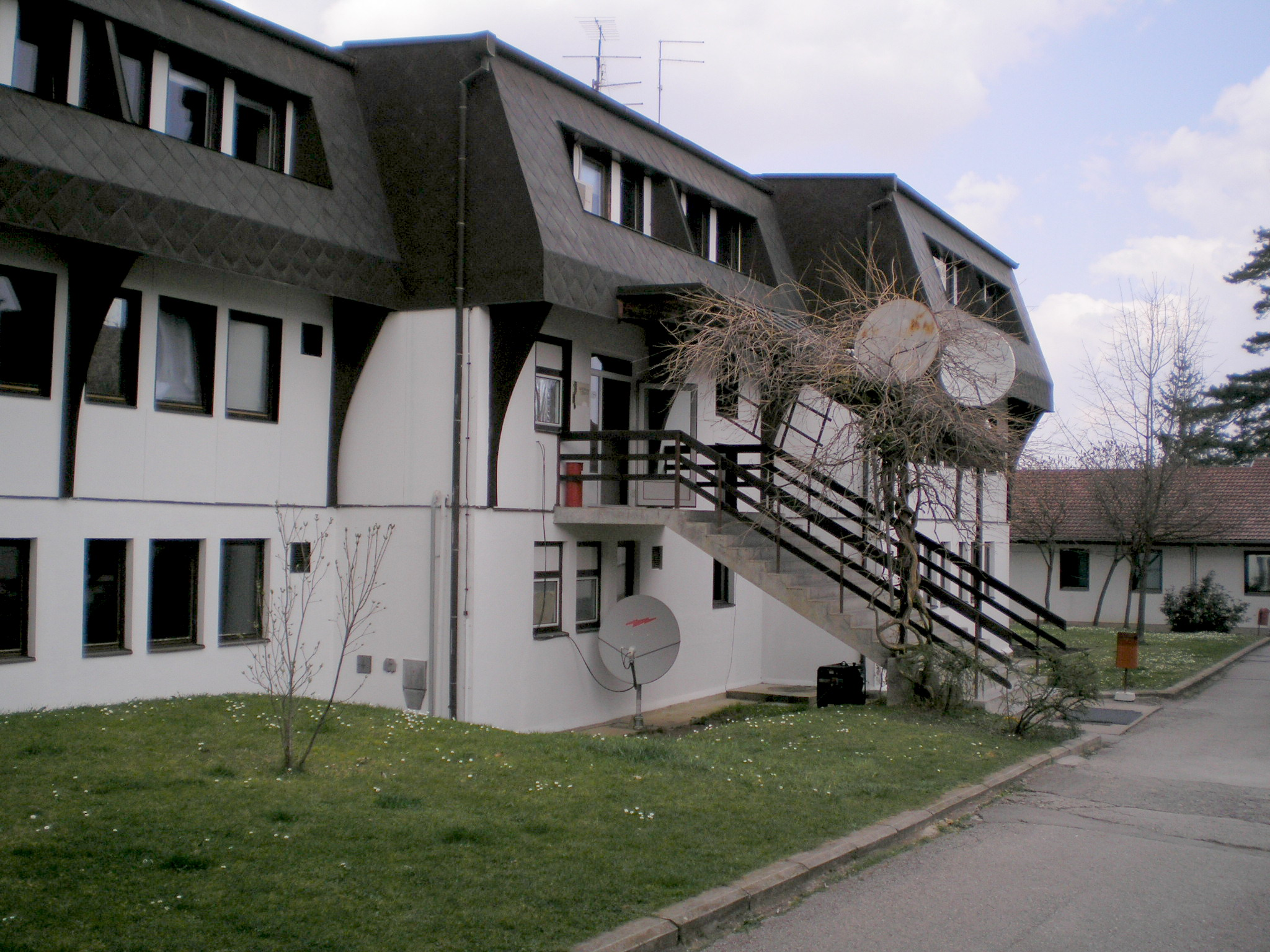
Le Centre scientifique de Petnica

## Géographie

La grotte de Petnica.
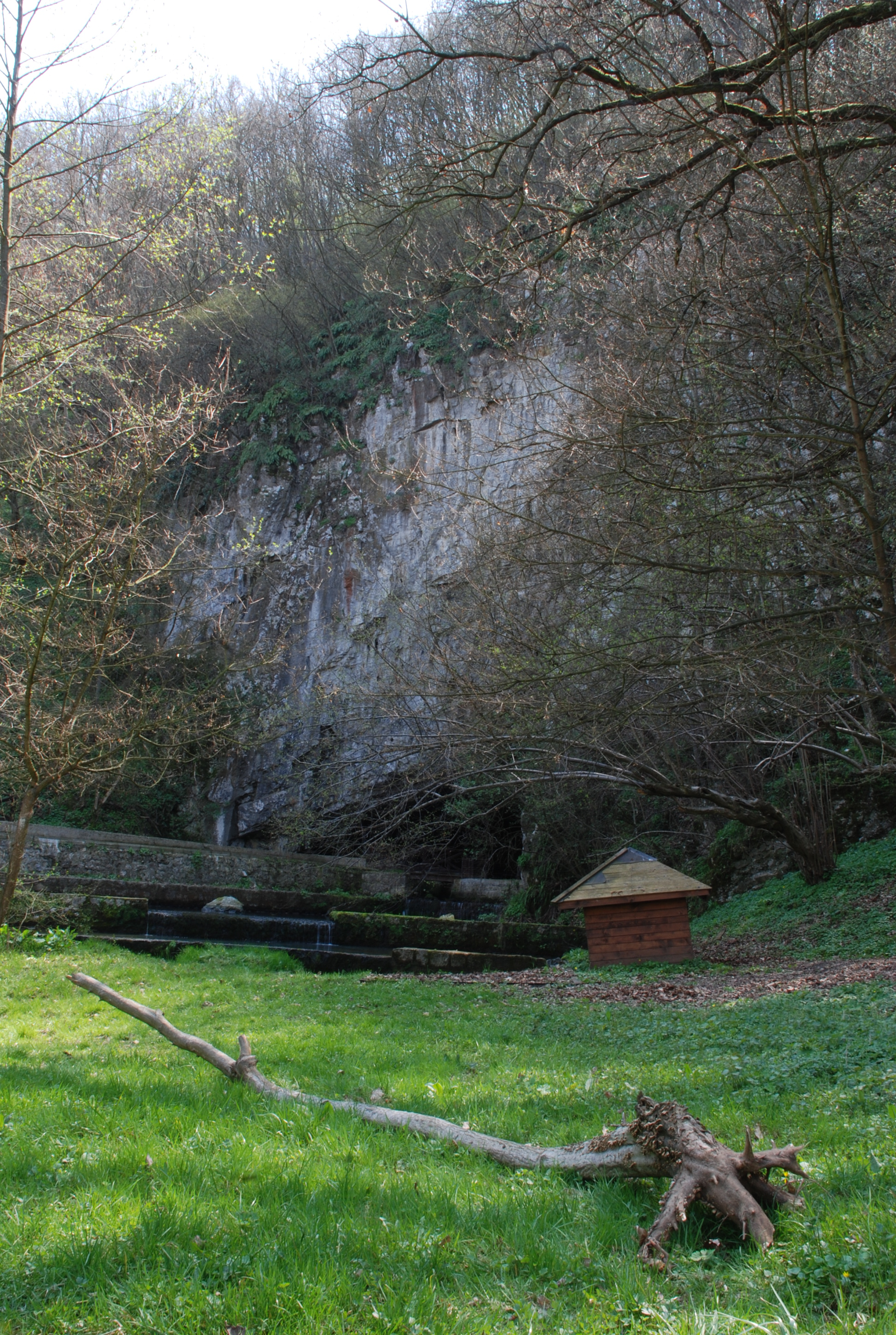
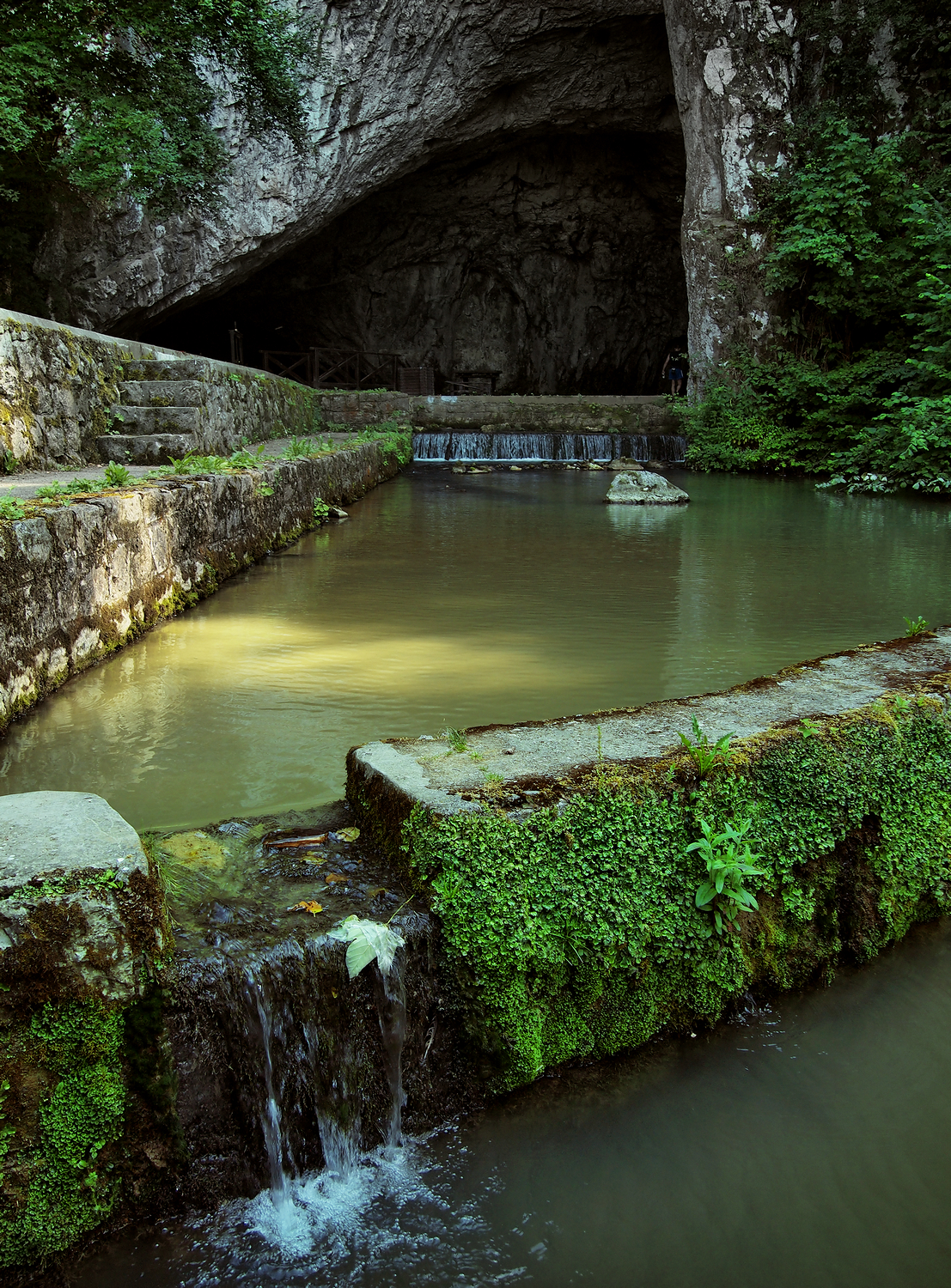
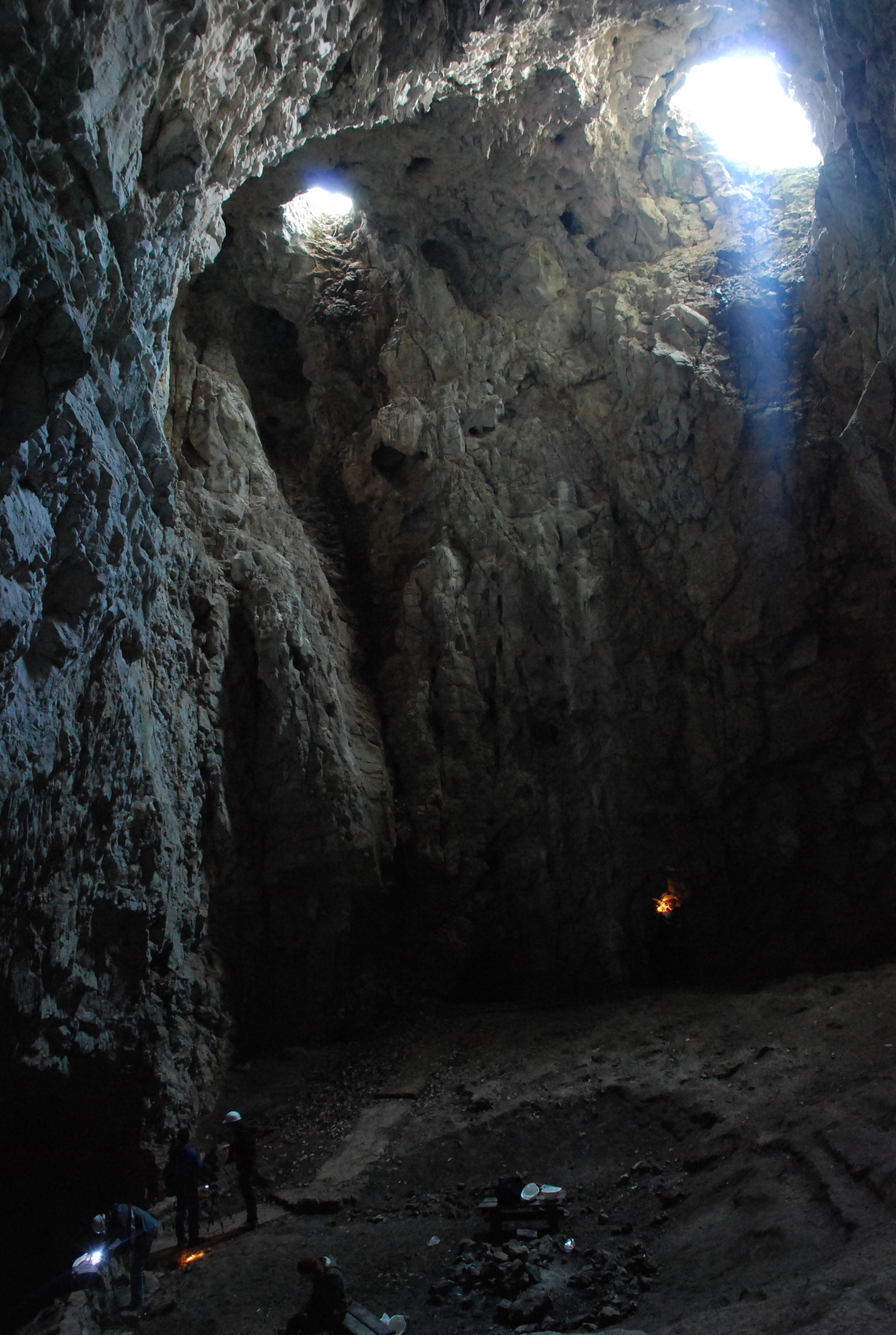
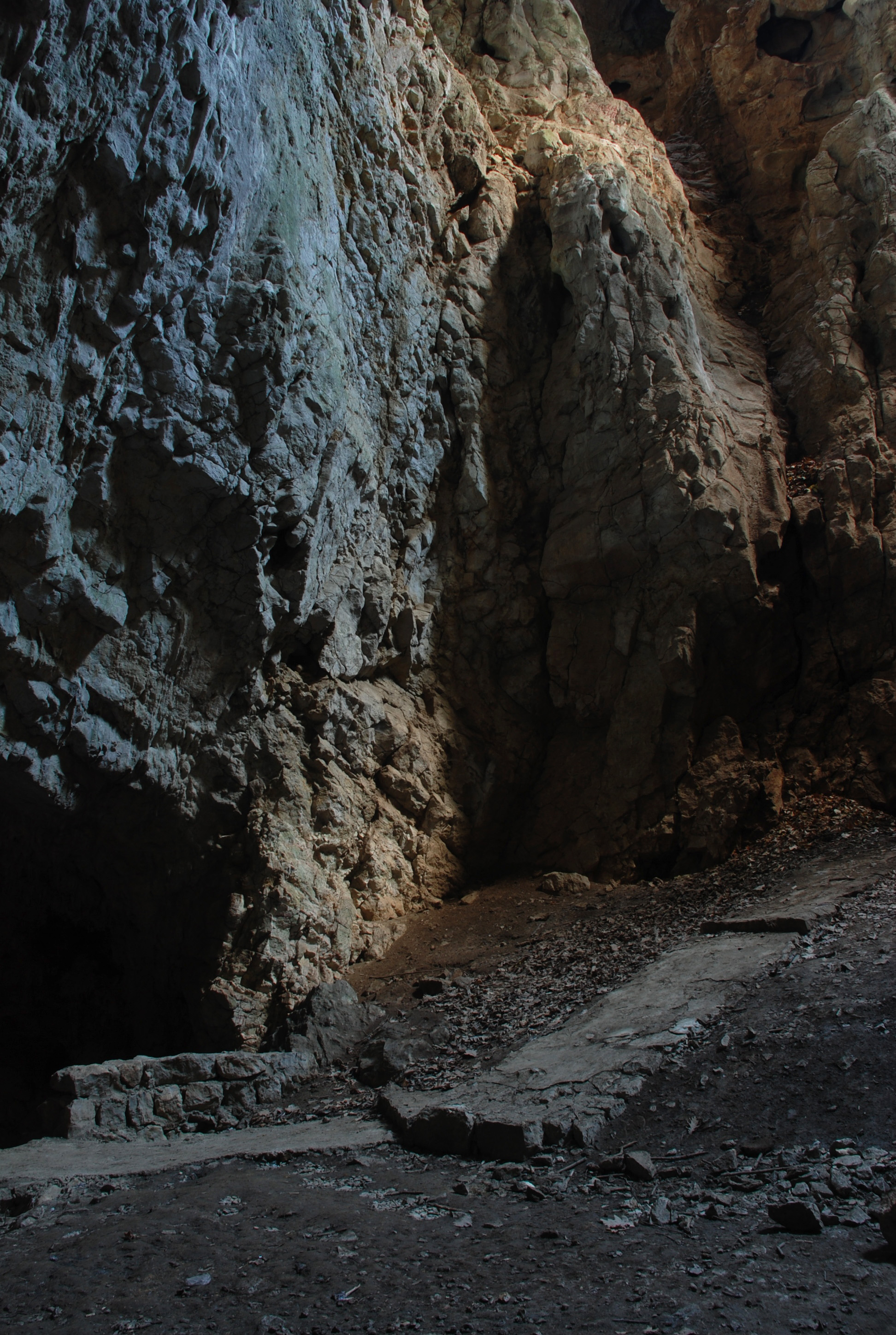
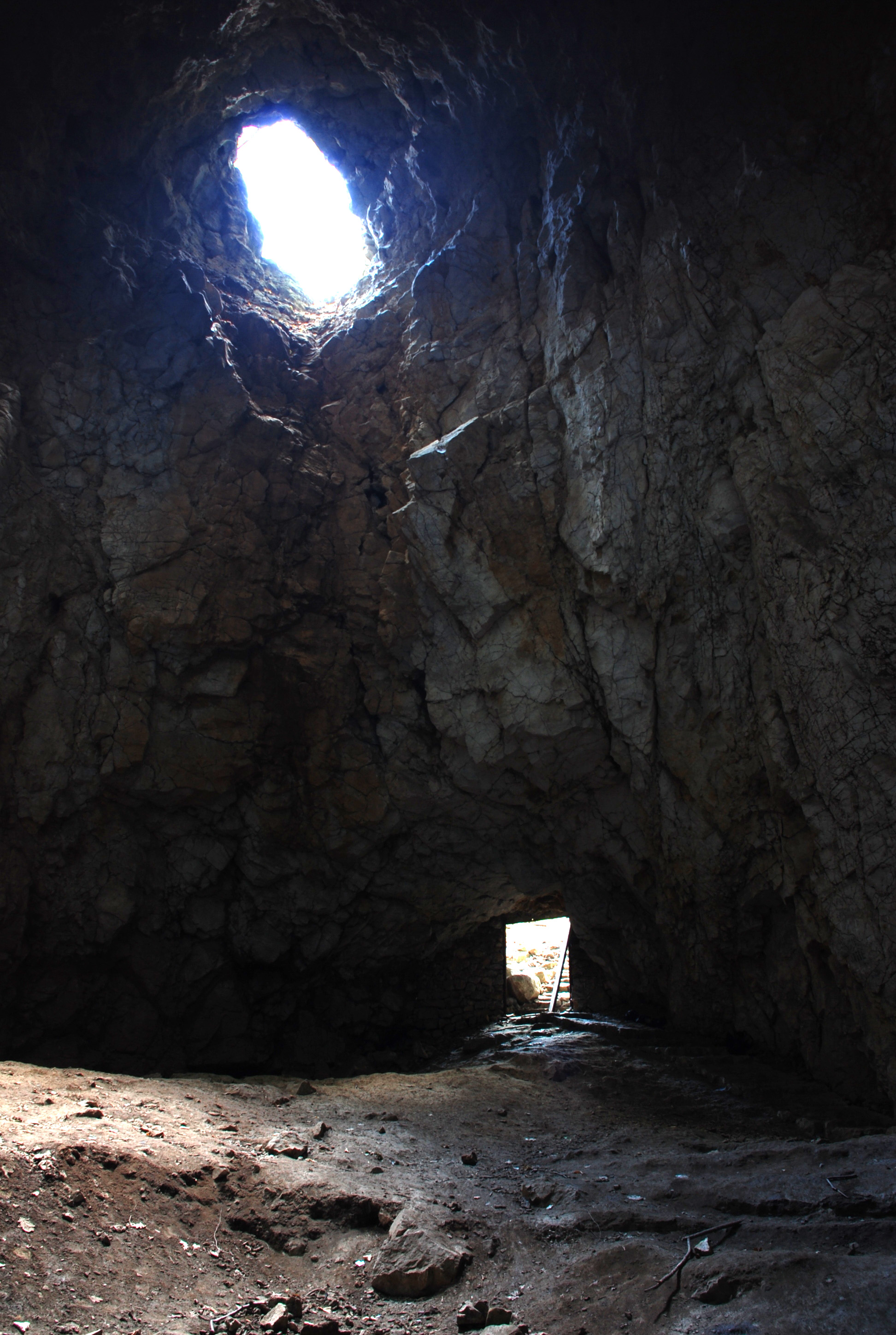
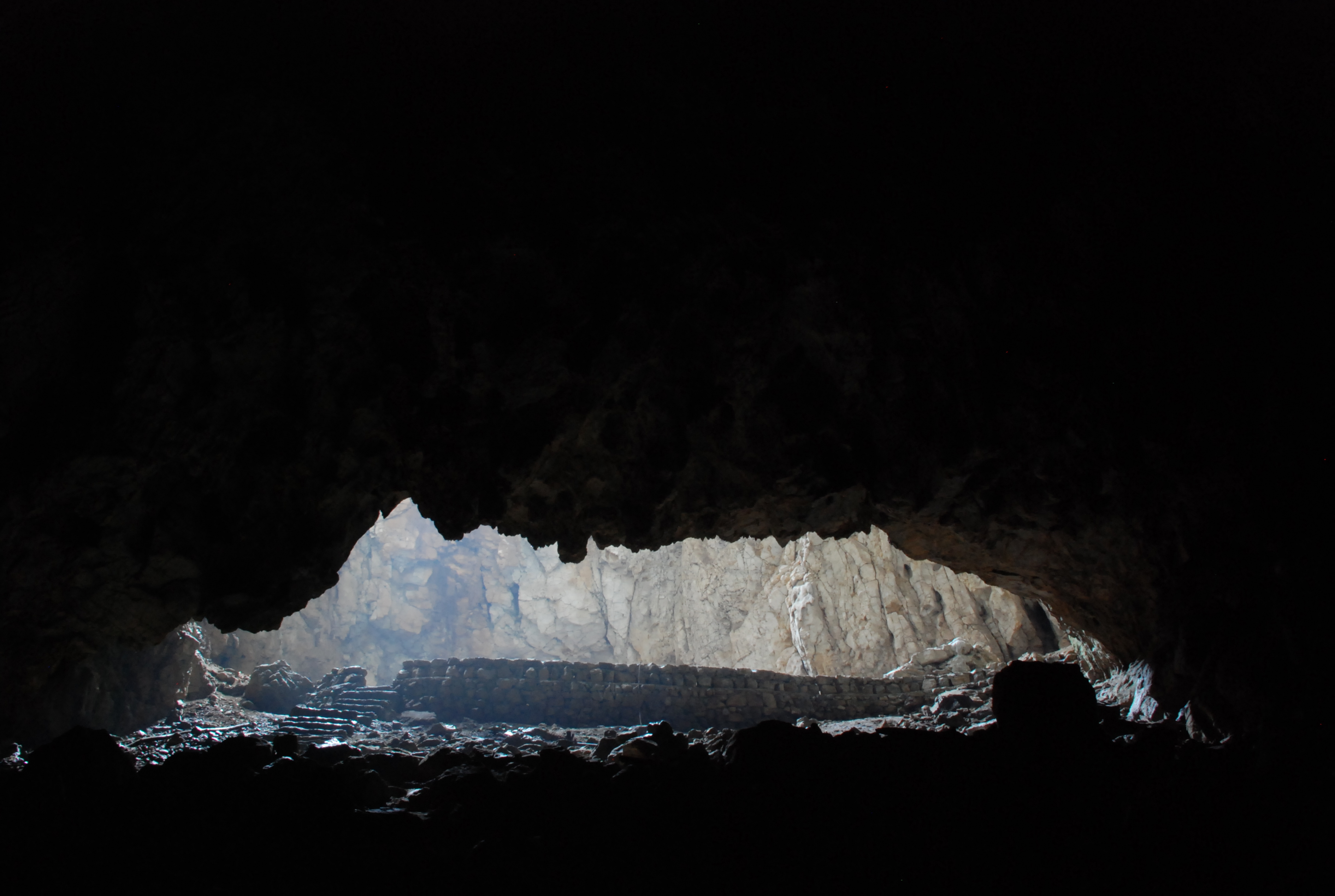
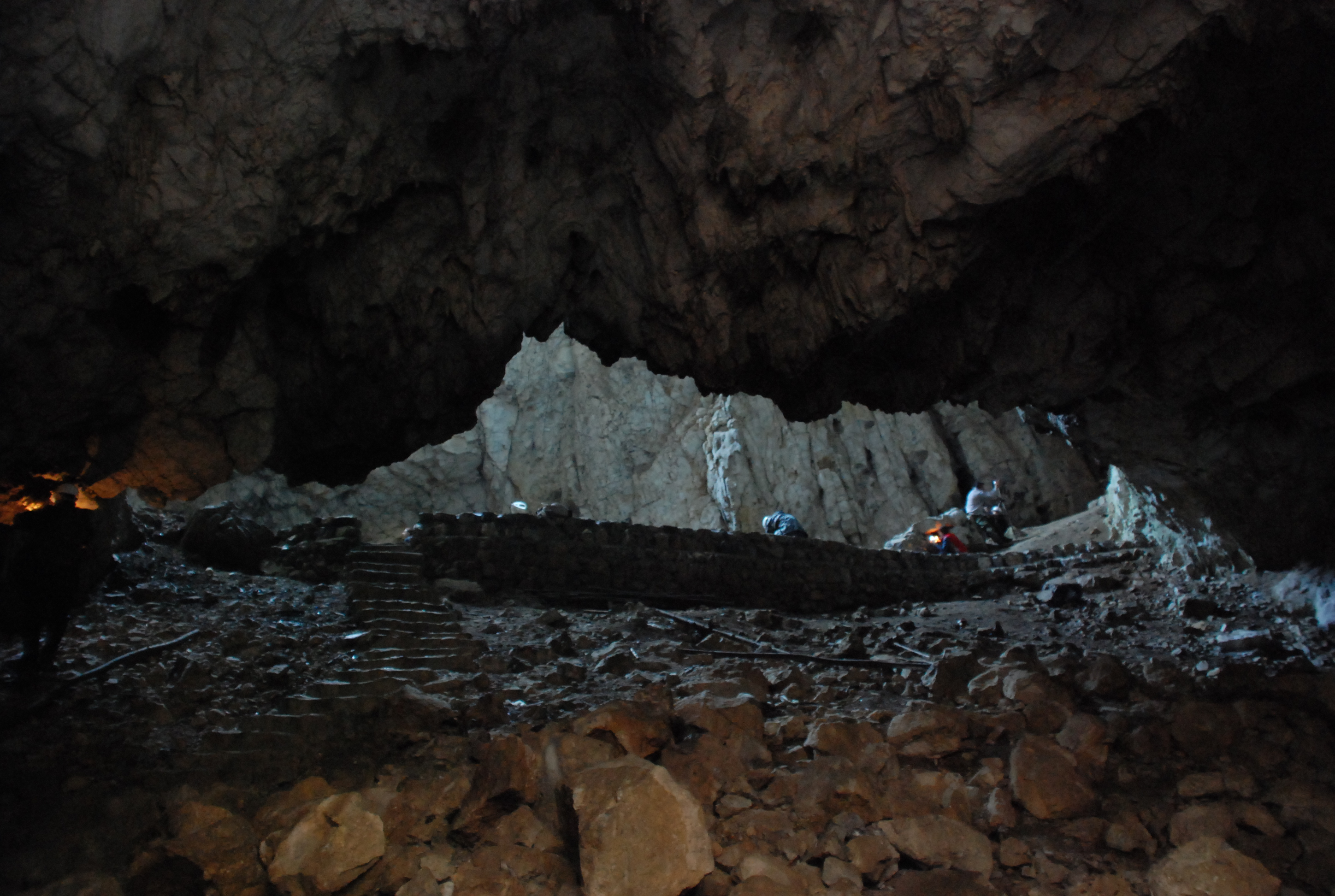
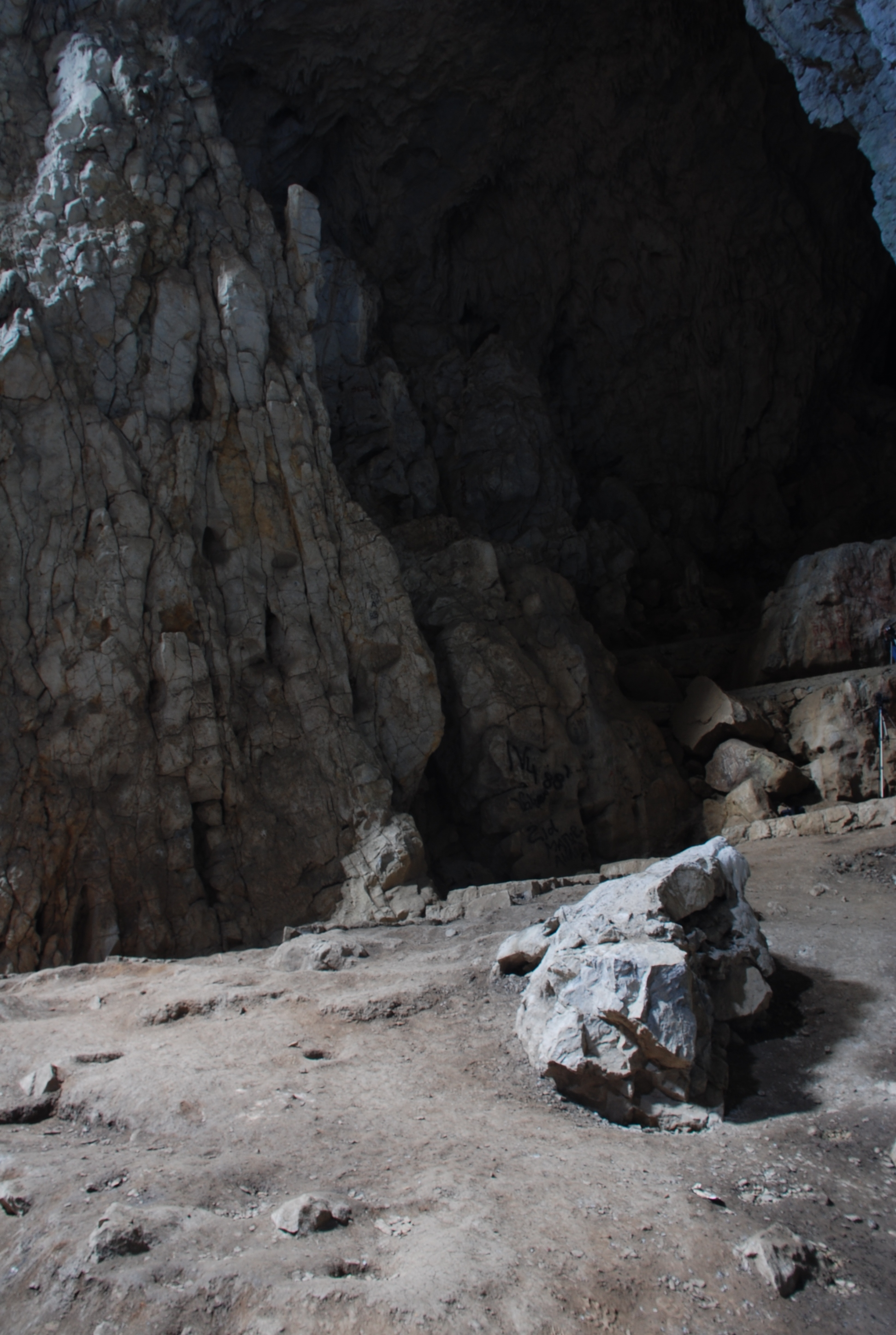

## Démographie

### Évolution historique de la population
| 1948 | 1953 | 1961 | 1971 | 1981 | 1991 | 2002 | 2011 |
| ---- | ---- | ---- | ---- | ---- | ---- | ---- | ---- |
| 360  | 401  | 408  | 439  | 414  | 483  | 614  | 685  |

|  |